# Tetramorium isectum
Tetramorium isectum är en myrart som beskrevs av Bolton 1979. Tetramorium isectum ingår i släktet Tetramorium och familjen myror. Inga underarter finns listade i Catalogue of Life.

## Bildgalleri

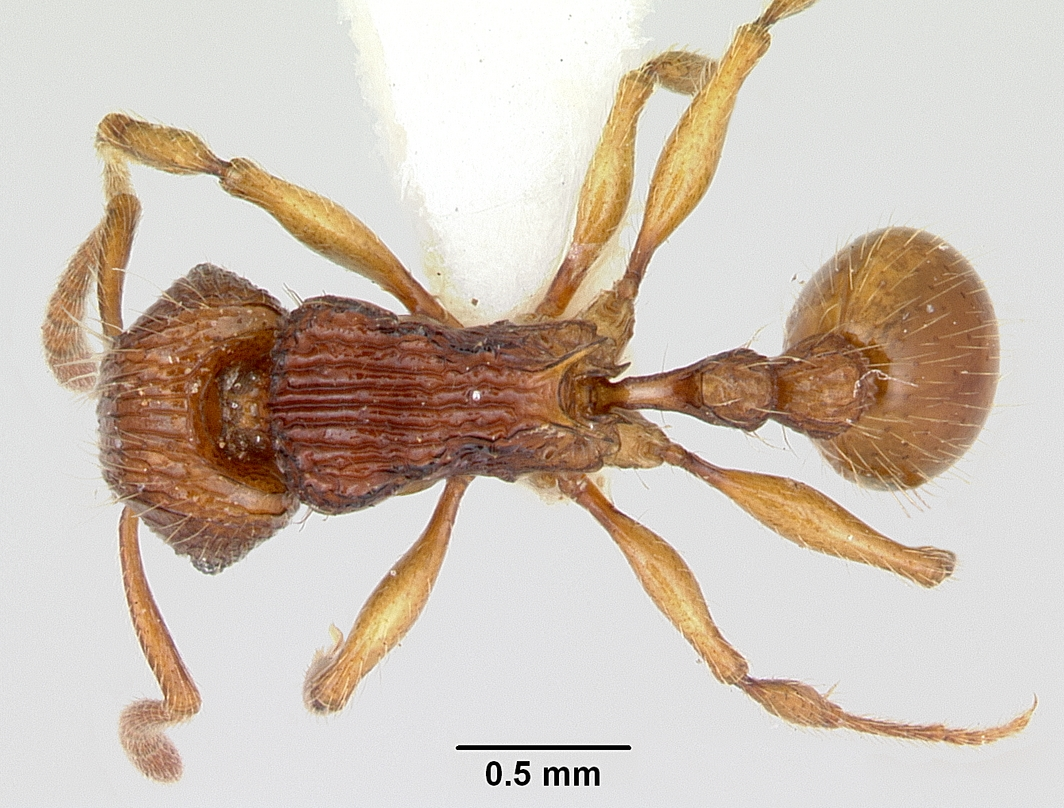
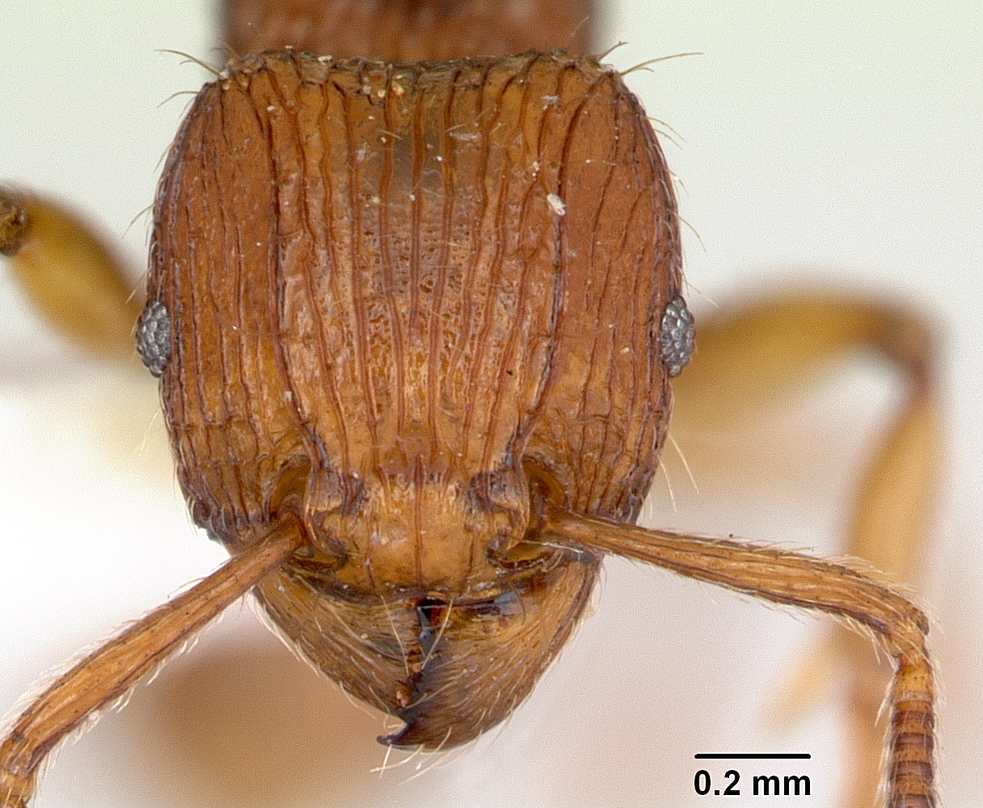
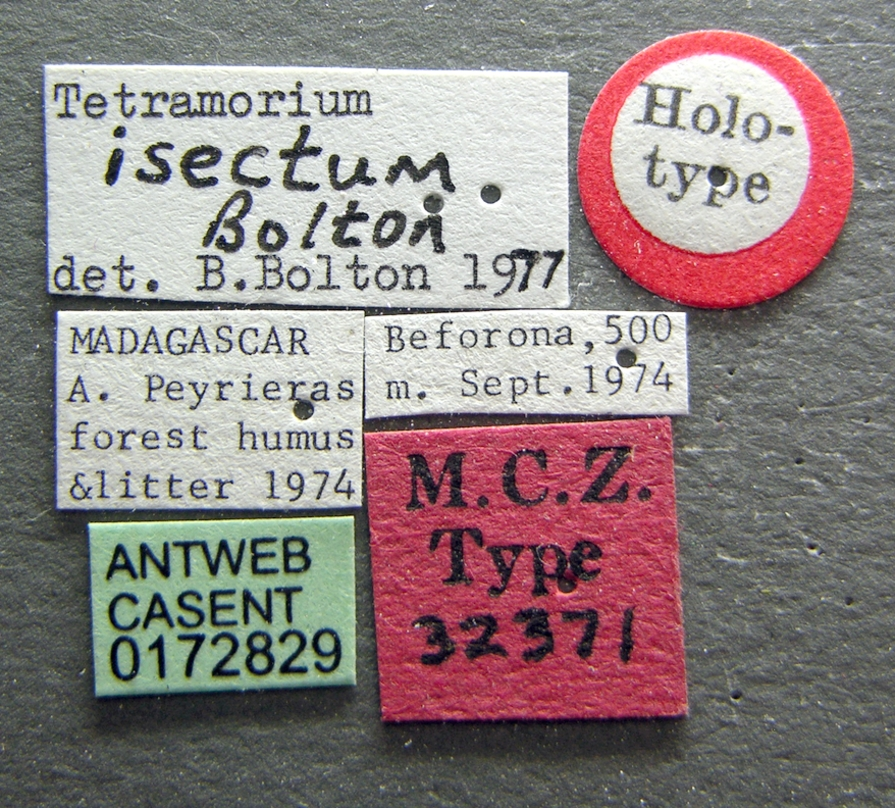
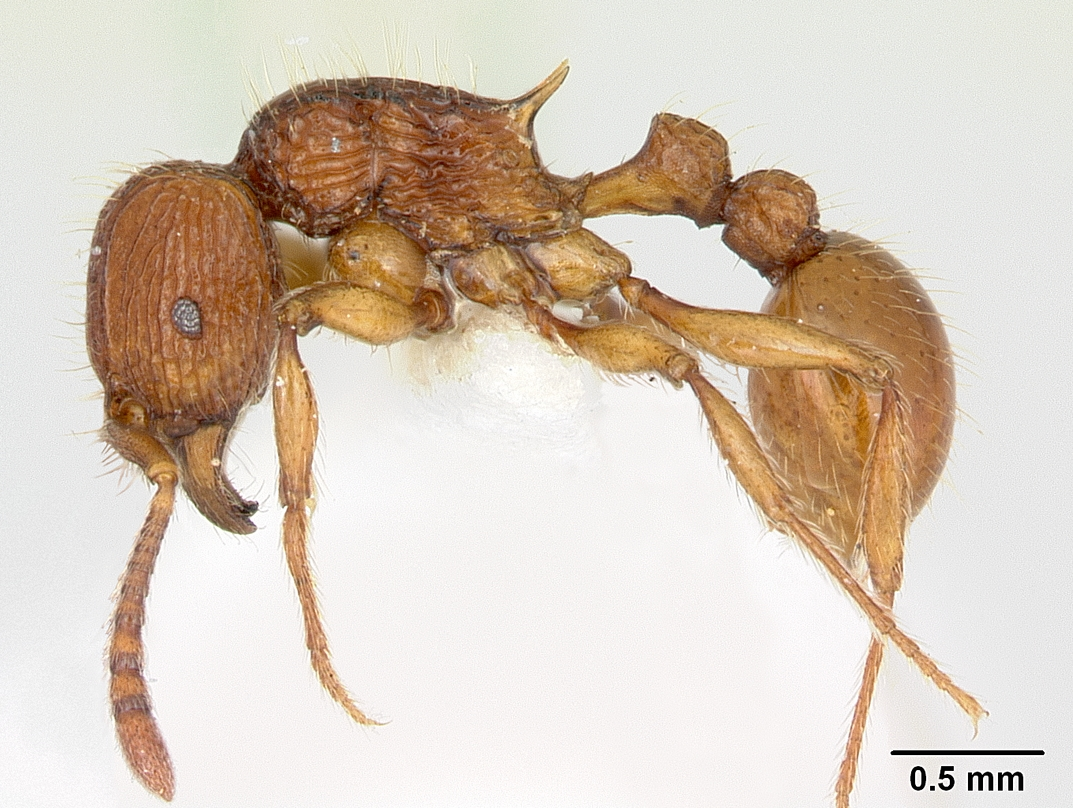